# Bawoganowo
Bawoganowo is een bestuurslaag in het regentschap Nias Selatan van de provincie Noord-Sumatra, Indonesië. Bawoganowo telt 707 inwoners (volkstelling 2010).